# Oligotrichum ciliatum
Oligotrichum ciliatum là một loài Rêu trong họ Polytrichaceae. Loài này được (Hook. & Wilson) Kindb. mô tả khoa học đầu tiên năm 1888.